# 高暐
高暐（14世紀—15世紀），字汝晦，號復菴，浙江杭州府臨安縣西墅人，明朝政治人物。

## 生平
高暐是北宋大將高瓊的後裔，在永樂元年（1403年）中舉人，次年（1404年）聯捷進士，獲授庶吉士，任廣濟知縣，九年（1411年）外任四川按察司僉事，轉為江西僉事，到宣德四年（1429年）因母親去世回鄉同時致仕。
高暐年輕讀書路經思省橋，看到有紙包遺下，於是拾起放在牆身縫隙，回家時見到一名老婦在橋側哭泣，問清原委後得知她遺失了白金，故指出藏起紙包處讓她拿走，老婦感謝離去；在四川任職時有烏桓、霑益人因訟田入獄，多年不能判決，他就任後察情據理判決，其後有人拿著黃金廐馬道謝，他毅然推卻，對方就拿原本送給他的黃金興建「却金亭」以彰顯其德行。當時少保于謙、侍讀李時勉、侍講余鼎等人都贈詩表彰他的清廉，又贈一聯：「華夏一輪明月，憲臺千載清風。」高暐個性恬淡，未老就請求退休，守貧樂道而擅長詩歌，著有《復庵集》、《讀易日錄》流傳，死後入祀鄉賢祠及杭城旌德先賢祠。

## 引用
1. 1 2  宣統《臨安縣志·卷七·人物志》：高暐 字汝晦，宋內戚武烈王高瓊之裔，扈蹕南渡家臨安，登永樂甲申進士，由翰詹厯四川、江西僉事，宣德四年丁內艱，遂致仕不起。幼嘗肆業至思省橋，見紙包遺于路，拾而置諸牆隙不展視，及返見一老嫗哭于橋側，詢之所遺乃白金也，遂指其處令取之，嫗謝而去；任四川時編民有烏桓、霑益部者訟田繫獄，累歲不能決，暐至察情據理立為斷之，感激而去，後以黃金廐馬來謝，暐毅然却之，其人無以為情，乃即其處搆却金亭以彰其德。時少保于謙、侍讀李時勉、侍講余鼎輩等各贈詩以表其廉，復贈一聯云：「華夏一輪明月，憲臺千載清風。」暐素性恬淡，未老乞休，守貧善詩，著有《復庵集》、《讀易日錄》行于世，祀鄉賢及杭城旌德先賢祠。
2. ↑  宣統《臨安縣志·卷六·選舉志》：進士……永樂二年甲申曾棨榜……高暐 西墅人，詳循吏，祀鄉賢……舉人……永樂元年癸未科 高暐 見進士
3. ↑  同治《廣濟縣志·卷五·職官志》：高偉【暐】，浙江進士，永樂中知廣濟縣事，以善政稱。 《黃州府志》
4. ↑  《明太宗文皇帝實錄·卷一百十三》：（永樂九年二月）癸巳……高暐為四川按察司僉事……